# Rheinland-Pfalz-Rundfahrt

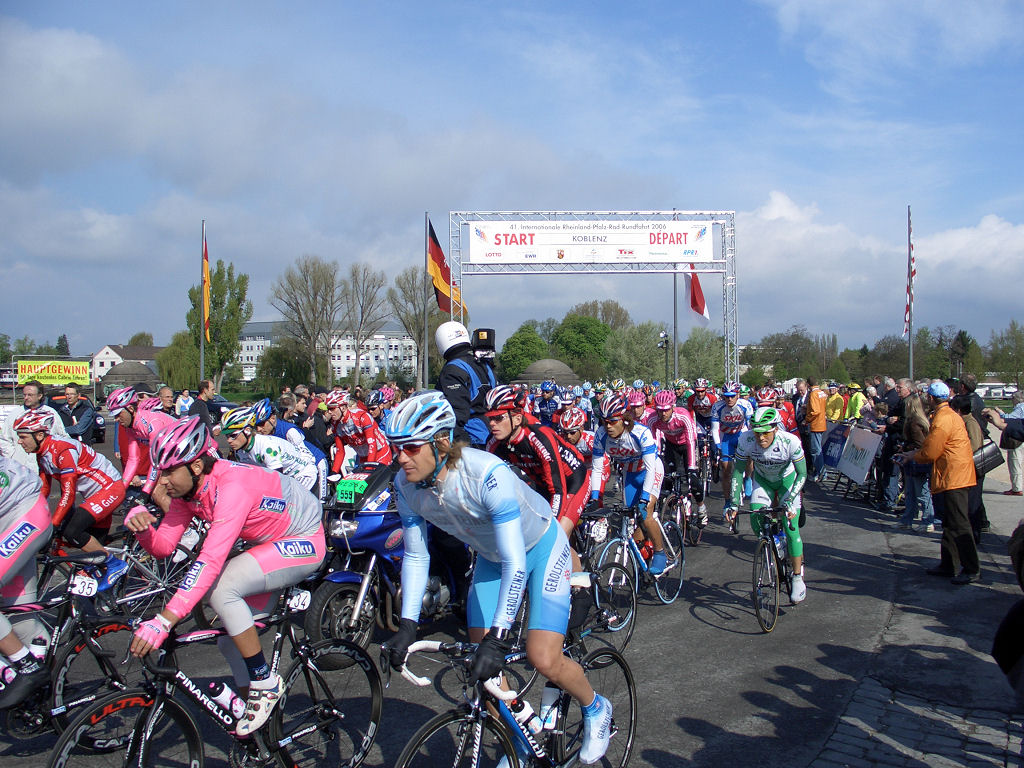
Start der 5. Etappe der Rheinland-Pfalz-Rundfahrt 2006 in Koblenz

Die Internationale Rheinland-Pfalz-Rundfahrt war ein internationales, mehrtägiges Etappenrennen durch das Bundesland Rheinland-Pfalz. Es galt in den Jahren der Austragung 1966 bis 2007 als eines der größten Sportereignisse in Rheinland-Pfalz.
Keine andere Stadt war so oft Etappenziel der Rheinland-Pfalz-Rundfahrt wie Bad Marienberg (Westerwald).
Die Internationale Rheinland-Pfalz-Rundfahrt wurde 1968 in die Jahreswertung der A.I.O.C.C., des internationalen Radsportamateurverbandes der Union Cycliste International (UCI) aufgenommen. Die Rundfahrt gehörte später zur UCI Europe Tour und war Teil der neuen Deutschen Meisterschaft (TUI-Cup). In der Vergangenheit fand das Rennen im September während der Vuelta a España statt. Ab 2005 fand das in die Kategorie 2.1 eingestufte Rennen wegen der neueingeführten UCI ProTour bereits im Mai während des Giro d’Italia und unmittelbar vor der Katalonien-Rundfahrt statt.
Seit 1981 wurden eine Berg- und eine Sprintwertung eingeführt. Im Jahr 2007 wurde das erste Mal eine Wertung für den besten Jungprofi eingeführt (blaues Trikot).
Infolge der Dopingfälle im Radsport wurde die Rheinland-Pfalz-Rundfahrt im Jahr 2008 abgesagt. Der rheinland-pfälzische Innenminister Karl Peter Bruch teilte mit, dass das Land ab 2008 keine Genehmigung für das Rennen ausstelle und keine Polizei abgestellt werde. „Das derzeitige Ausmaß der Dopingvorwürfe hat die Landesregierung dazu veranlasst, die Finanzierung der Rheinland-Pfalz-Rundfahrt für das Jahr 2008 auszusetzen. Wir sehen uns gezwungen, dieses klare Signal zu setzen“, so Bruch. Demzufolge ist auch eine Austragung der Rundfahrt nach 2008 unwahrscheinlich. Ein weiterer Rückschlag diesbezüglich ist die Auflösung des austragenden Vereins „Internationale Rheinland-Pfalz-Rad-Rundfahrt“, die am 5. Dezember 2007 vorgenommen wurde. Die offizielle Begründung für diesen Schritt sind resultierende Kosteneinsparungen.

## Rheinland-Pfalz-Rundfahrt 2005
Zur 40. Rundfahrt vom 11. bis 15. Mai 2005 waren 117 Fahrer aus 19 Nationen gestartet. Start und Ziel war Koblenz. Die insgesamt 821 km waren in fünf Etappen zurückzulegen. Im Jahr 2005 stand, im Gegensatz zum Vorjahr, ein Einzelzeitfahren auf dem Programm. Es wurde mit der vierten Etappe in Landau durchgeführt.
Die Tour wurde von Stefan Schumacher dominiert, bis er nach der 4. Etappe positiv auf das Stimulanzmittel Cathin getestet wurde. Letztendlich konnte er vom Vorwurf des Dopings freigesprochen werden, wurde aber wegen Verstoßes gegen das UCI-Antidoping-Reglement, Artikel 259 mit einer Zeitstrafe von einem Prozent (1:33 Minuten) bestraft. Er verlor dadurch den Gesamtsieg an Michael Rich und wurde Dritter im offiziellen Klassement.
In der Gesamtsprintwertung war André Greipel vom Team Wiesenhof vorne, und die Gesamtbergwertung gewann der Schweizer Roger Beuchat vom Team Barloworld.
Das einzige teilnehmende UCI ProTeam war das Team Gerolsteiner. Das andere deutsche ProTeam Team T-Mobile (TMO, Deutschland) war wegen seiner Teilnahme am Giro d’Italia nicht vertreten.
Weitere startende UCI Professional Continental Teams (ehemals GSII-Teams) waren
AG2R Prévoyance (A2R, Frankreich),
Team Barloworld - Valsir (TBL, Großbritannien),
Chocolade Jacques - T Interim (JAC, Belgien),
Ed' System - ZVVZ (ZVZ, Tschechien),
Intel - Action (ATI, Polen),
Landbouwkrediet - Colnago (LAN, Belgien),
MrBookmaker.com-SportsTech (MRB, Belgien),
Naturino - Sapore di Mare (NSM, Schweiz),
Shimano-Memory Corp. (SHM, Niederlande) und
das Team Wiesenhof (WIE, Deutschland).
Zusätzlich nahmen die UCI Continental Teams
Team Akud Arnolds Sicherheit (WIN, Deutschland),
Team ComNet - Senges (COM, Deutschland),
Team Lamonta (TLM, Deutschland), sowie
die deutsche Nationalmannschaft U23 (Deutschland) teil.
| Datum   | Strecke                  | km    | Sprint-                                            | Berg-                                              | Etappensieger                                      |
| ------- | ------------------------ | ----- | -------------------------------------------------- | -------------------------------------------------- | -------------------------------------------------- |
| 11. Mai | Koblenz – Bad Marienberg | 158,1 | Fabian Wegmann (GST)                               | Roger Beuchat (TBL)                                | Stefan Schumacher (SHM)                            |
| 12. Mai | Trier – Mainz            | 197,2 | André Greipel (WIE)                                | Piotr Chmielewski (ATI)                            | Stefan Schumacher (SHM)                            |
| 13. Mai | Mainz – Worms            | 164,3 | André Greipel (WIE)                                | Kazimierz Stafiej (ATI)                            | Stefan Schumacher (SHM)                            |
| 14. Mai | Speyer – Landau          | 85,7  | Pieter Mertens (JAC)                               | Maxime Monfort (LAN)                               | Pieter Mertens (JAC)                               |
| 14. Mai | Einzelzeitfahren Landau  | 25,0  | Einzelwertung: Stefan Schumacher, Teamwertung: GST | Einzelwertung: Stefan Schumacher, Teamwertung: GST | Einzelwertung: Stefan Schumacher, Teamwertung: GST |
| 15. Mai | Kaiserslautern – Koblenz | 191,0 | Jürgen Van De Walle (LAN)                          | Roger Beuchat (TBL)                                | Christoph von Kleinsorgen (TLM)                    |

## Rheinland-Pfalz-Rundfahrt 2006
Die 41. Rheinland-Pfalz-Rad-Rundfahrt vom 26. bis 30. April 2006 beginnt und endet in Kaiserslautern.
| Datum     | Strecke                                 | km    | Sprint-                    | Berg-                  | Etappensieger           |
| --------- | --------------------------------------- | ----- | -------------------------- | ---------------------- | ----------------------- |
| 26. April | Kaiserslautern – Worms                  | 130,0 | René Schild (TRS)          | Rubén Oarbeascoa (KAI) | André Greipel (TMO)     |
| 27. April | Worms – Bad Neuenahr-Ahrweiler          | 187,0 | Gustavo César Veloso (KAI) | Rubén Oarbeascoa (KAI) | René Haselbacher (GST)  |
| 28. April | Bad Neuenahr-Ahrweiler – Bad Marienberg | 143,6 | Pablo Urtasun Perez (KAI)  | Rubén Oarbeascoa (KAI) | Heinrich Haussler (GST) |
| 29. April | Bitburg – Koblenz                       | 195,4 | Pablo Urtasun Perez (KAI)  | Rubén Oarbeascoa (KAI) | André Greipel (TMO)     |
| 30. April | Koblenz – Kaiserslautern                | 148,4 | René Haselbacher (GST)     | Björn Glasner (TLM)    | Steven Caethoven (JAC)  |
|           | Gesamtwertung                           | 804,4 | René Schild (TRS)          | Rubén Oarbeascoa (KAI) | René Haselbacher (GST)  |

## Sieger
| Jahr | Gesamtsieger         | Bergwertung          | Sprintwertung     | Nachwuchswertung |
| ---- | -------------------- | -------------------- | ----------------- | ---------------- |
| 1966 | Ortwin Czarnowski    | –                    | –                 | –                |
| 1967 | Martin Gombert       | –                    | –                 | –                |
| 1968 | Ortwin Czarnowski    | –                    | –                 | –                |
| 1969 | Fedor den Hertog     | –                    | –                 | –                |
| 1970 | Karl-Heinz Muddemann | –                    | –                 | –                |
| 1971 | Dieter Koslar        | –                    | –                 | –                |
| 1972 | Karl-Heinz Küster    | –                    | –                 | –                |
| 1973 | Peter Weibel         | –                    | –                 | –                |
| 1974 | Aad van den Hoek     | –                    | –                 | –                |
| 1975 | Thorleif Andresen    | –                    | –                 | –                |
| 1976 | Mieczysław Nowicki   | –                    | –                 | –                |
| 1977 | Krzysztof Sujka      | –                    | –                 | –                |
| 1978 | Theo de Rooij        | –                    | –                 | –                |
| 1979 | Jostein Wilmann      | –                    | –                 | –                |
| 1980 | Thomas Möller        | –                    | –                 | –                |
| 1981 | Ladislav Ferebauer   | Reimund Dietzen      | Eric Vanderaerden | –                |
| 1982 | Helmut Wechselberger | Andrei Wedernikow    | Alexej Akhow      | –                |
| 1983 | Dan Radtke           | Jiří Škoda           | Olaf Ludwig       | –                |
| 1984 | Milan Jurčo          | Jiří Škoda           | Andreas Kappes    | –                |
| 1985 | Olaf Ludwig          | Olaf Ludwig          | Olaf Ludwig       | –                |
| 1986 | Thomas Barth         | Lech Piasecki        | Olaf Ludwig       | –                |
| 1987 | Mario Kummer         | Arvi Tammesalu       | Olaf Ludwig       | –                |
| 1988 | Christian Henn       | Roman Kreuziger sen. | Remig Stumpf      | –                |
| 1989 | Joachim Halupczok    | Uwe Ampler           | Olaf Ludwig       | –                |
| 1990 | Kai Hundertmarck     | Kai Hundertmarck     | Zbigniew Spruch   | –                |
| 1991 | Gerd Audehm          | Erik Zabel           | Frank Augustin    | –                |
| 1992 | Gerd Audehm          | Gerd Audehm          | Bert Dietz        | –                |
| 1993 | Bert Dietz           | Georg Totschnig      | Bert Dietz        | –                |
| 1994 | Cédric Vasseur       | Stephan Gottschling  | Robbie McEwen     | –                |
| 1995 | Jörn Reuß            | Roland Schätti       | Saulius Ruškys    | –                |
| 1996 | Olaf Ludwig          | Kai Hundertmarck     | Andris Naudužs    | –                |
| 1997 | Dainis Ozols         | Juris Silows         | Koos Moerenhout   | –                |
| 1998 | Lance Armstrong      | Luc Leblanc          | Mariano Piccoli   | –                |
| 1999 | Marc Wauters         | Nicki Sørensen       | Stefan Steinweg   | –                |
| 2000 | Marc Wauters         | Bert Dietz           | Stefan Steinweg   | –                |
| 2001 | Erik Dekker          | Roger Beuchat        | Olaf Pollack      | –                |
| 2002 | Ronny Scholz         | Marcelino Garcia     | Klaus Mutschler   | –                |
| 2003 | Daniele Nardello     | Björn Schröder       | David Kopp        | –                |
| 2004 | Björn Glasner        | Stefan Schumacher    | Danilo Hondo      | –                |
| 2005 | Michael Rich         | Roger Beuchat        | André Greipel     | –                |
| 2006 | René Haselbacher     | Rubén Oarbeascoa     | René Schild       | –                |
| 2007 | Gerald Ciolek        | Lars Wackernagel     | Gerald Ciolek     | Gerald Ciolek    |